# Syllitus
Syllitus är ett släkte av skalbaggar. Syllitus ingår i familjen långhorningar.

## Bildgalleri

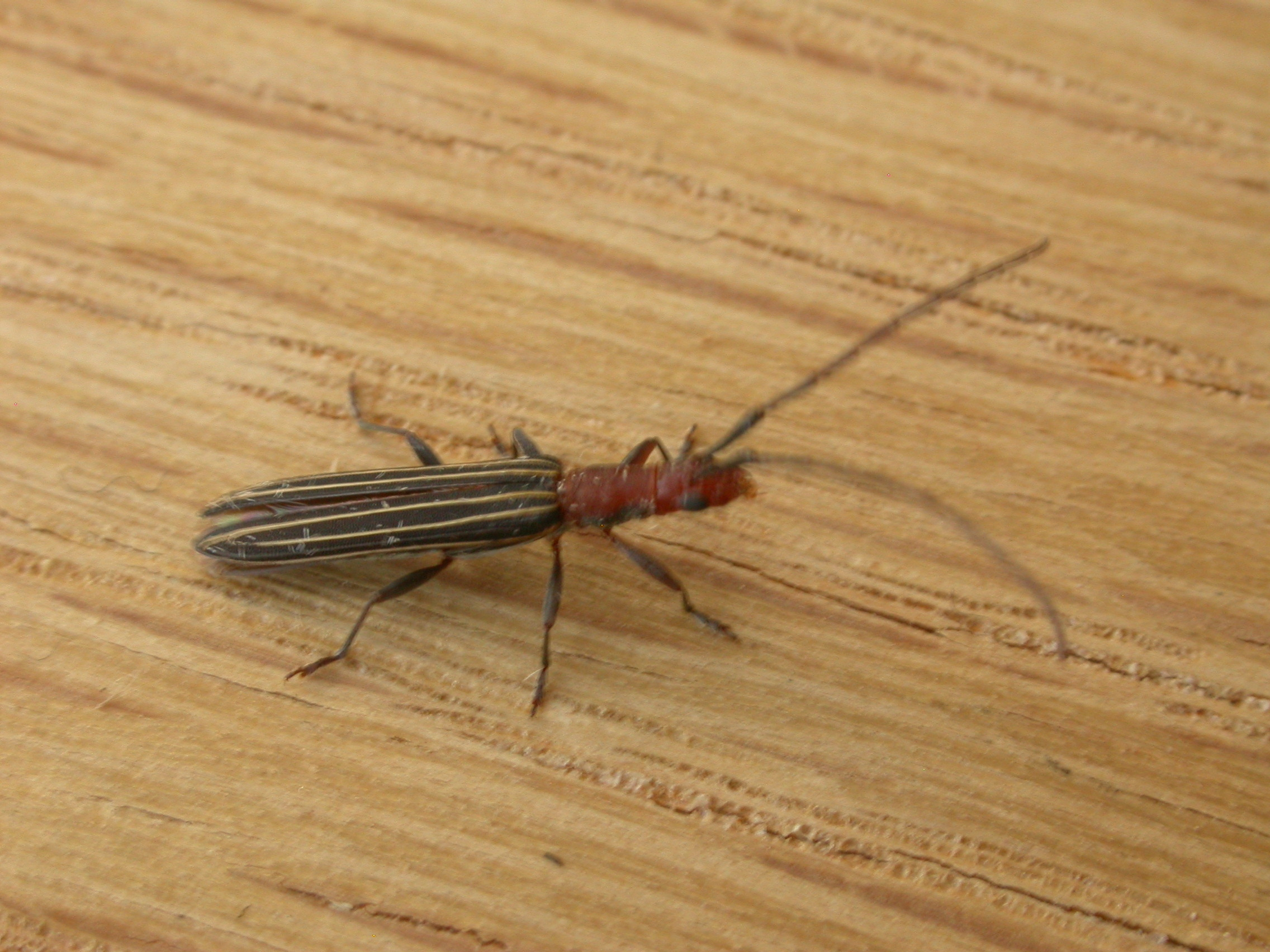
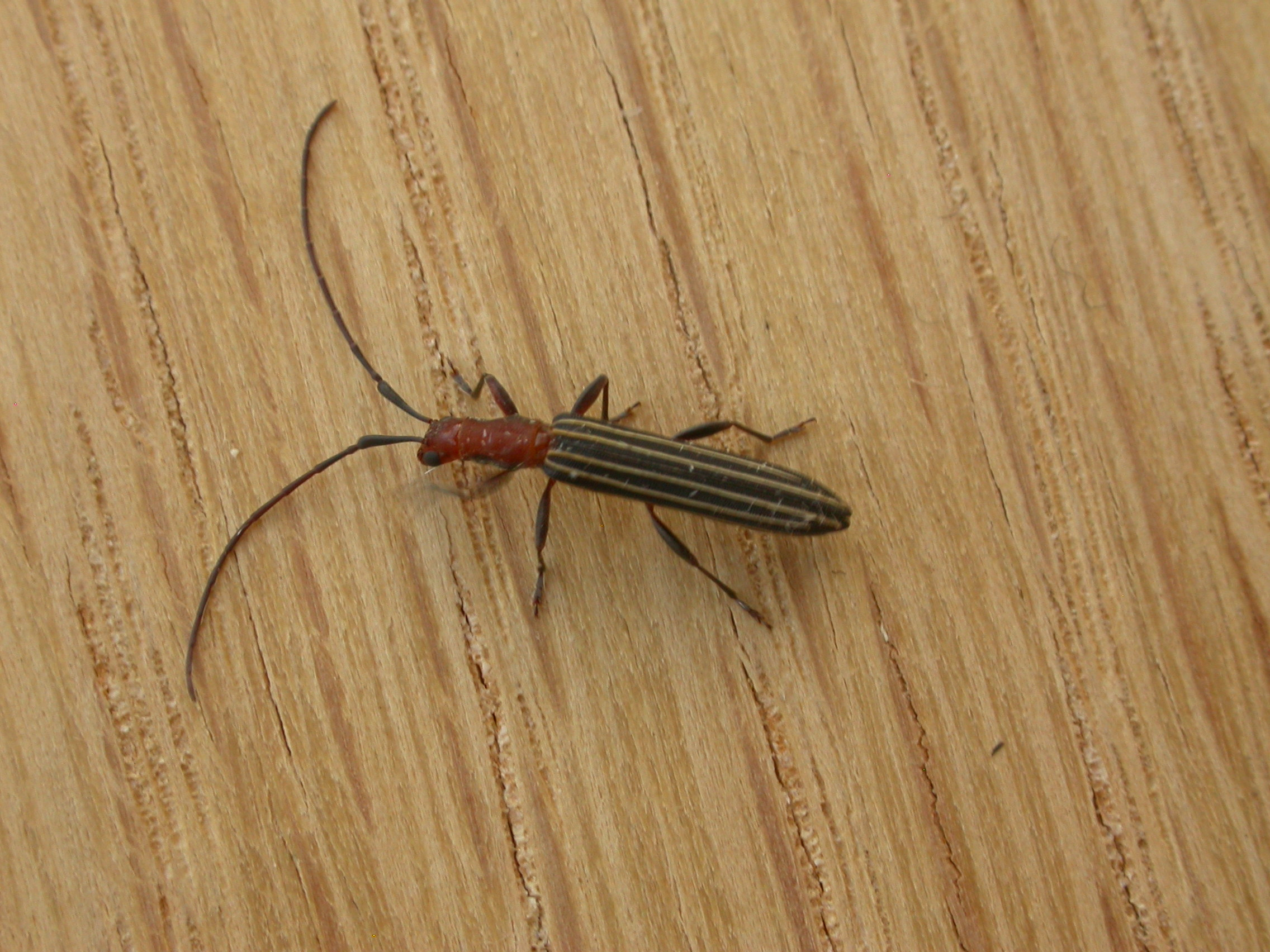
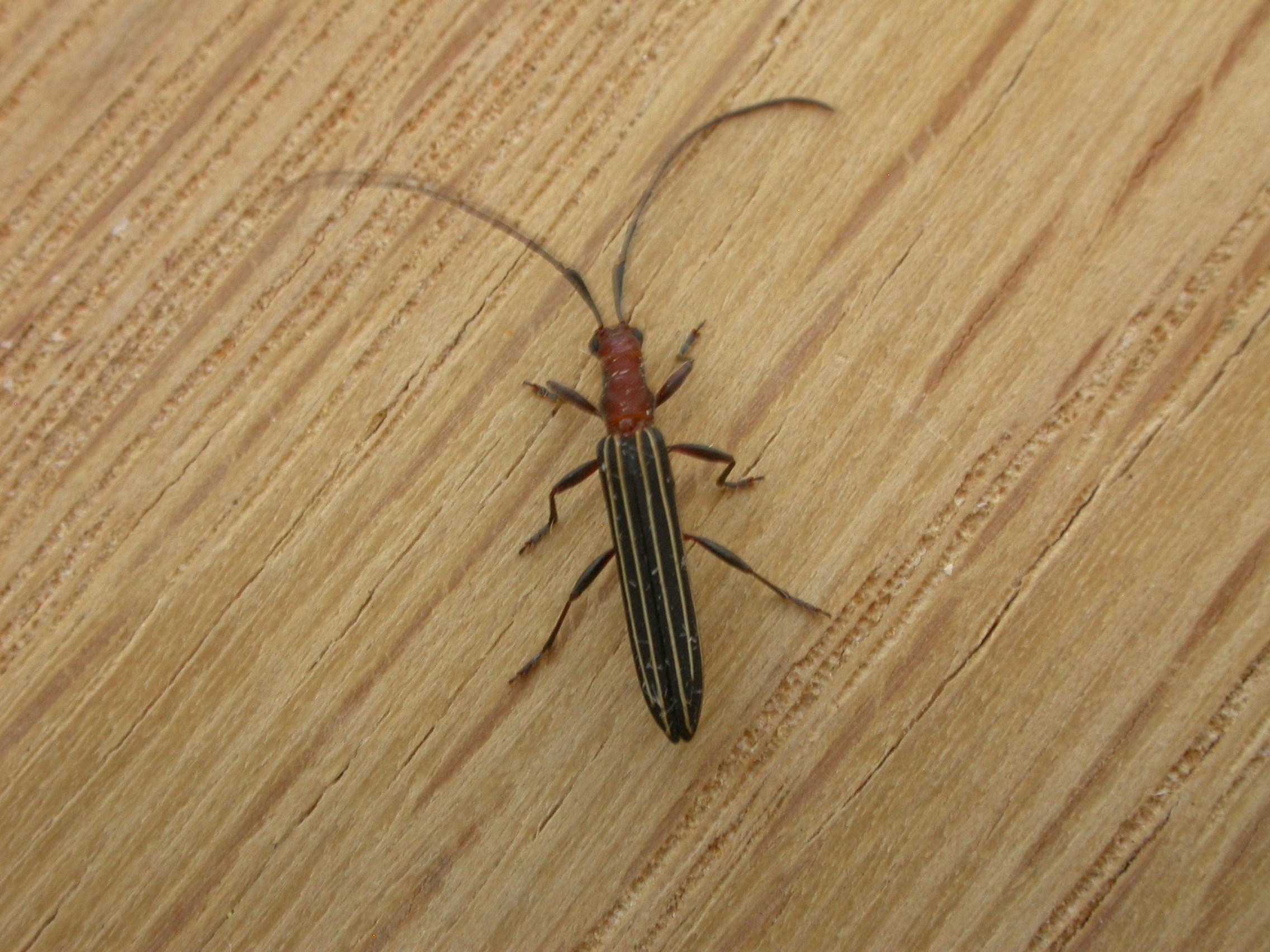
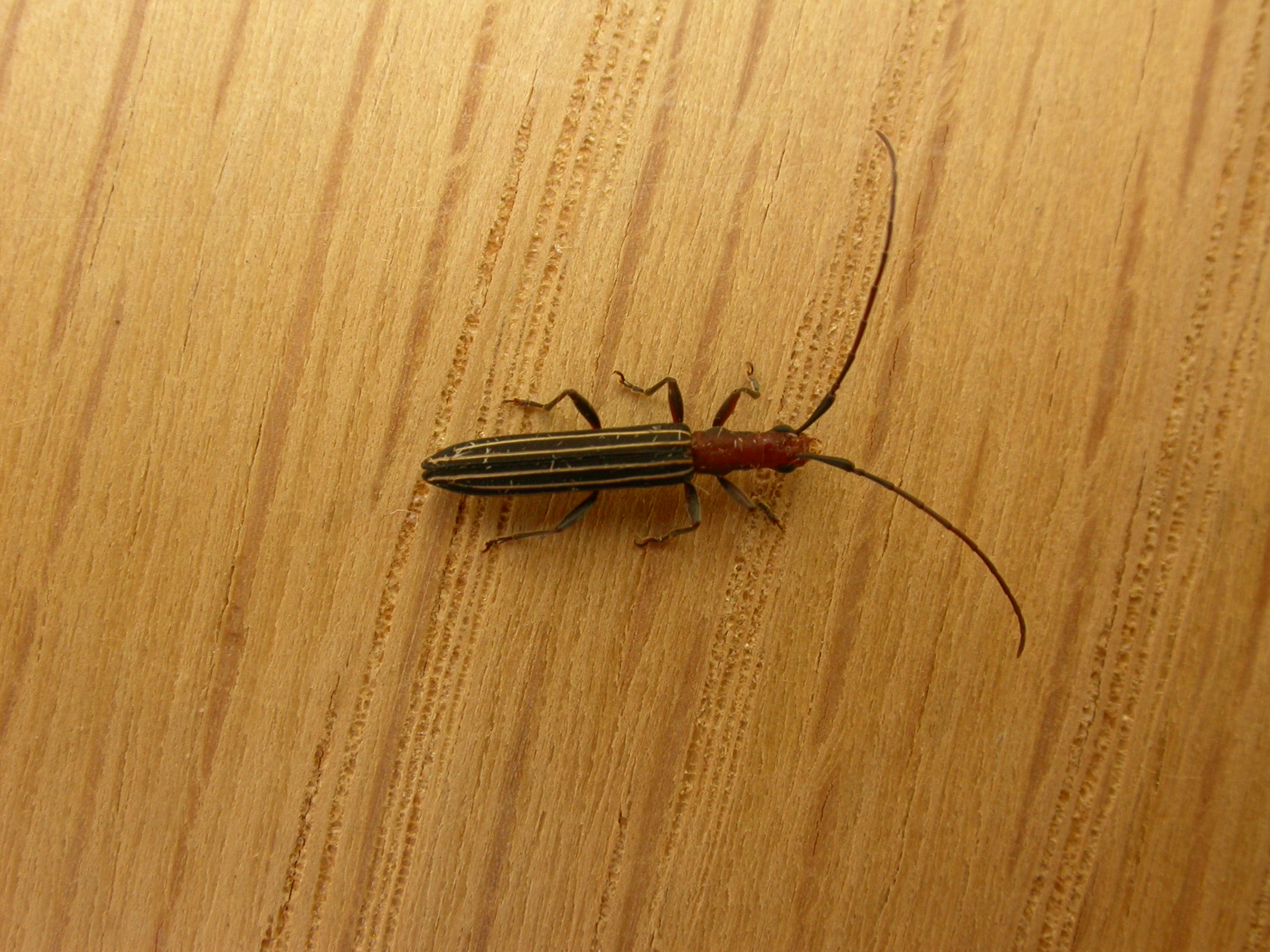
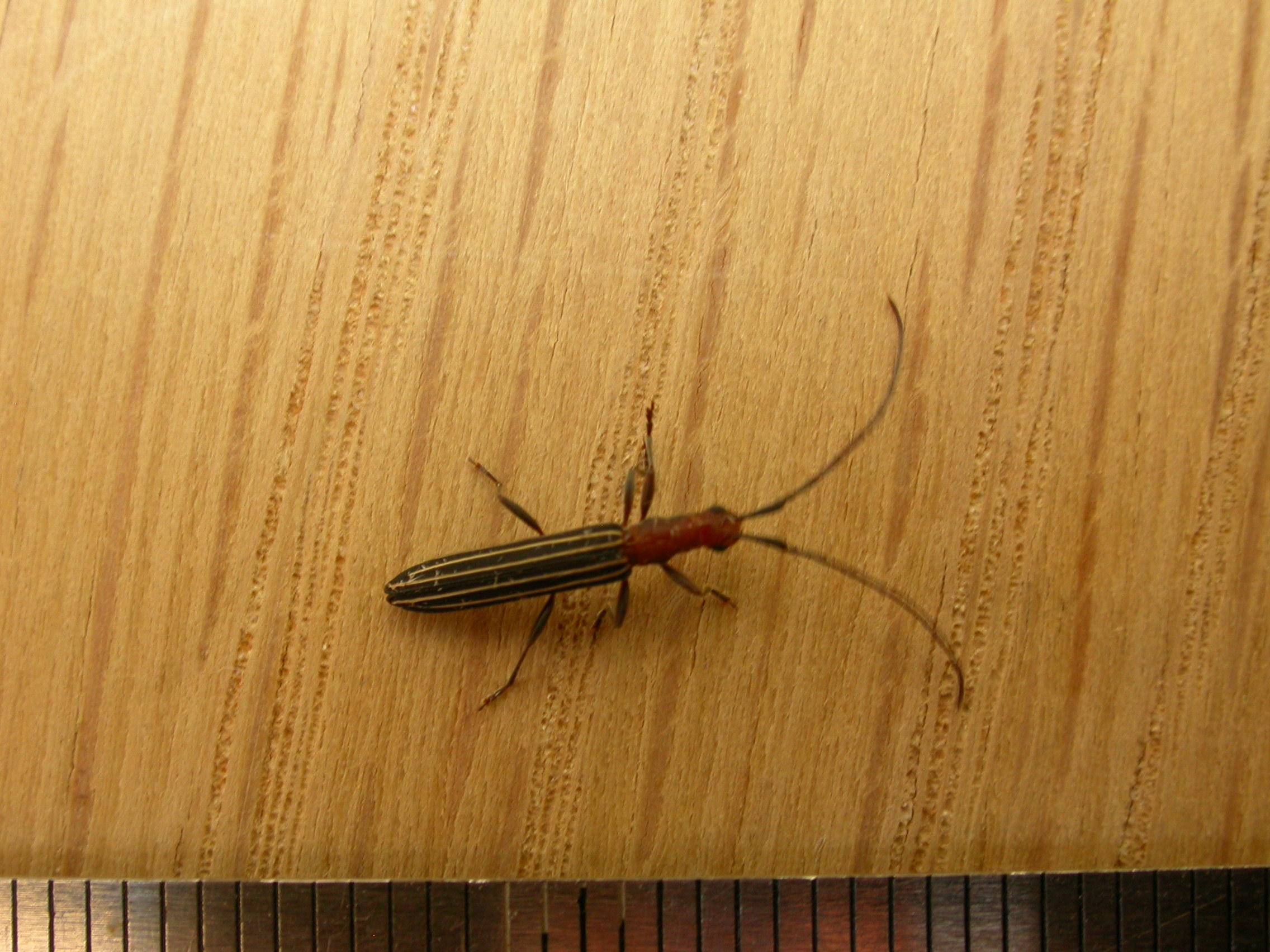
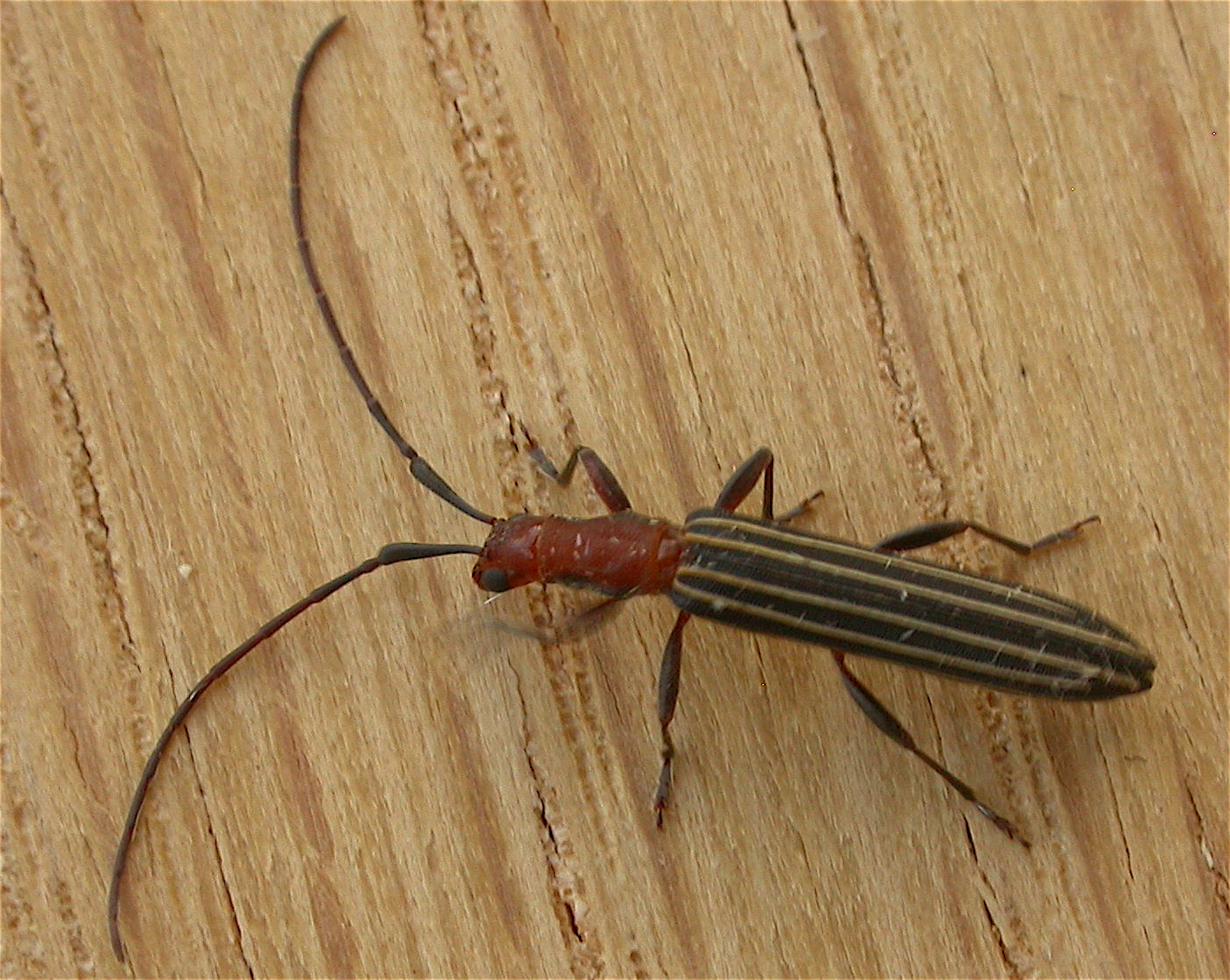

## Dottertaxa tillSyllitus, i alfabetisk ordning[1]
- Syllitus acanthias
- Syllitus adonarensis
- Syllitus albipennis
- Syllitus araucariae
- Syllitus argillaceus
- Syllitus bellulus
- Syllitus beltrani
- Syllitus bicolor
- Syllitus bipunctatus
- Syllitus brimblecombei
- Syllitus buloloensis
- Syllitus cassiniae
- Syllitus centrocrus
- Syllitus cylindricus
- Syllitus deustus
- Syllitus divergens
- Syllitus dubius
- Syllitus elguetai
- Syllitus froggatti
- Syllitus fulvipennis
- Syllitus grammicus
- Syllitus heros
- Syllitus insularis
- Syllitus leoensis
- Syllitus microps
- Syllitus minutus
- Syllitus niger
- Syllitus papuanus
- Syllitus parryi
- Syllitus pseudocupes
- Syllitus rectus
- Syllitus schajovskoii
- Syllitus sexlineatus
- Syllitus sinuaticosta
- Syllitus sinuatus
- Syllitus spinosus
- Syllitus stellamontis
- Syllitus sumbae
- Syllitus sutteri
- Syllitus tabidus
- Syllitus terminatus
- Syllitus timorensis
- Syllitus tuberculatus
- Syllitus undulatus
- Syllitus uniformis
- Syllitus unistriatus